# Município de Freeport (condado de Harrison, Ohio)
Localização do Ohio nos E.U.A.
O município de Freeport (em inglês: Freeport Township) é um município localizado no condado de Harrison no estado estadounidense de Ohio. No ano de 2010 tinha uma população de 745 habitantes e uma densidade populacional de 11,94 pessoas por km².

## Geografia
O município de Freeport encontra-se localizado nas coordenadas 40° 11′ 57″ N, 81° 16′ 48″ O. Segundo a Departamento do Censo dos Estados Unidos, o município tem uma superfície total de 62.37 km², da qual 62,36 km² correspondem a terra firme e (0,01 %) 0,01 km² é água.

## Demografia
Segundo o censo de 2010, tinha 745 pessoas residindo no município de Freeport. A densidade populacional era de 11,94 hab./km².